# Cantinella

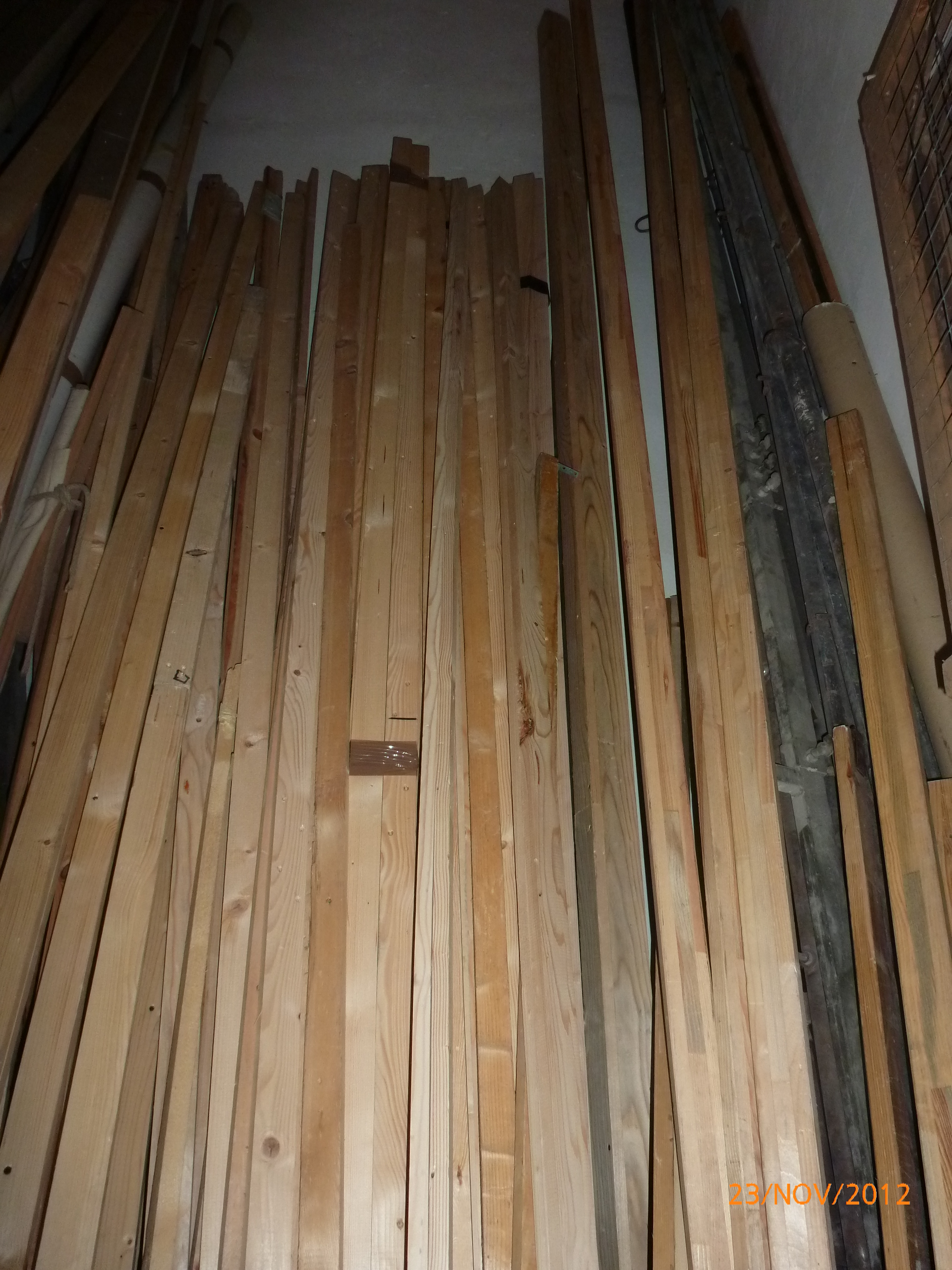
Cantinelle da 4m.

La cantinella è un'asta di legno di abete giovane, spessa 2,5 cm, larga 5 cm e lunga 4 metri. Fa parte della normale dotazione di tutti i palcoscenici.
È utilizzata in teatro con molteplici finalità volte all'allestimento scenico di uno spettacolo. Adeguatamente segata può essere utilizzata per armare quinte, fondali, scenografie, per costruire telai, ecc.; è il materiale di base di quasi tutte le costruzioni scenografiche. 
Opportunamente gettata al suolo può simulare rumori di tonfo o di sparo.
Piccoli spezzoni di cantinella, utili in moltissime situazioni, si chiamano schiacciole.

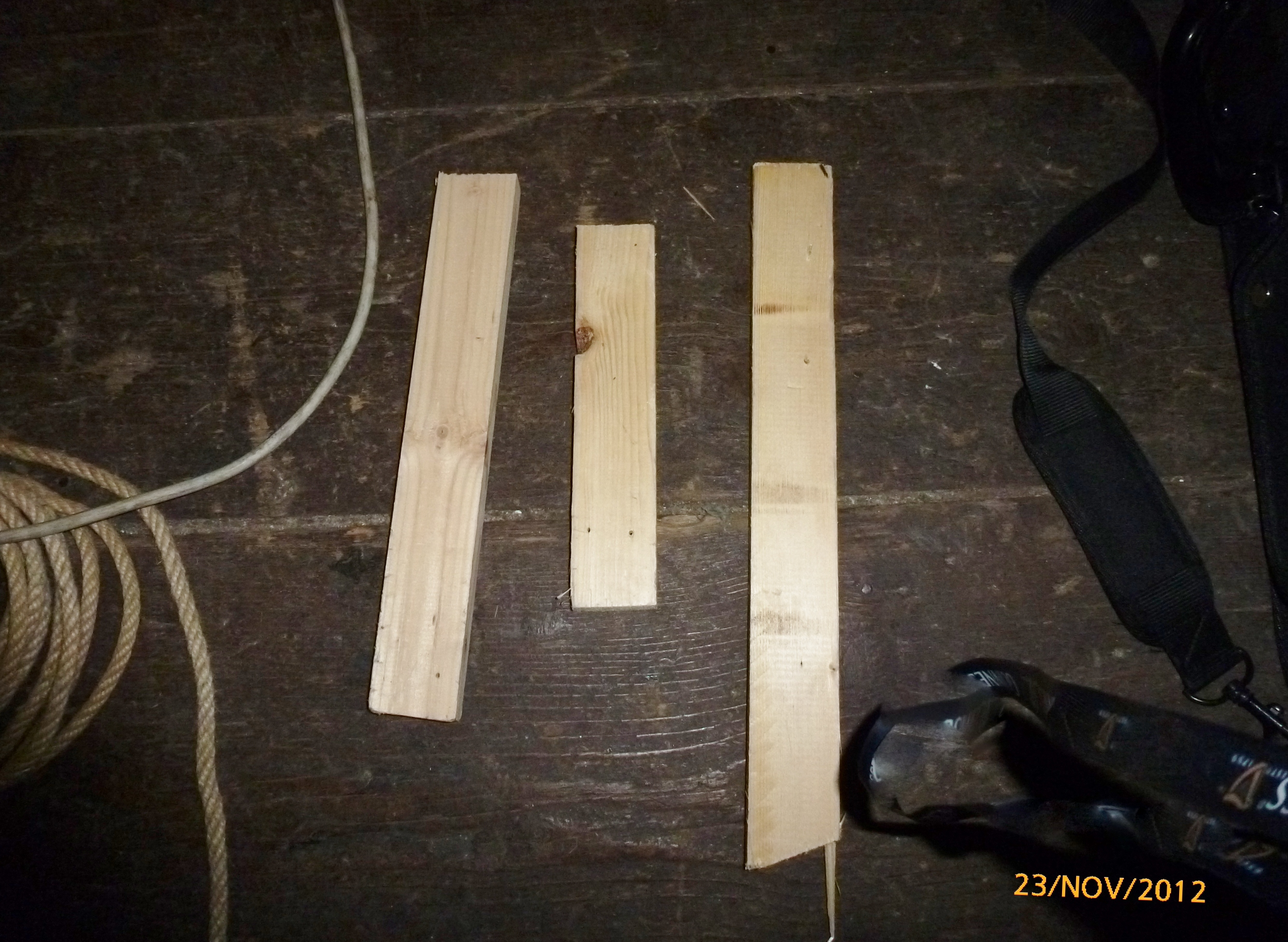
Schiacciole

Assemblando le cantinelle attraverso un metodo di giuntura chiamato abbiettatura, si possono costruire gli stangoni di lunghezze e spessori variabili, necessari a sostenere fondali o quinte o cieli; oppure vi si possono appendere luci e riflettori, in questo caso si chiamano americane.

## Fonti
- Lo Spettacolo - Enciclopedia di cinema, teatro, balletto, circo, TV, rivista, Aldo Garzanti Editore, Milano, 1ª edizione, 1976